# Żleb na Przełęcz

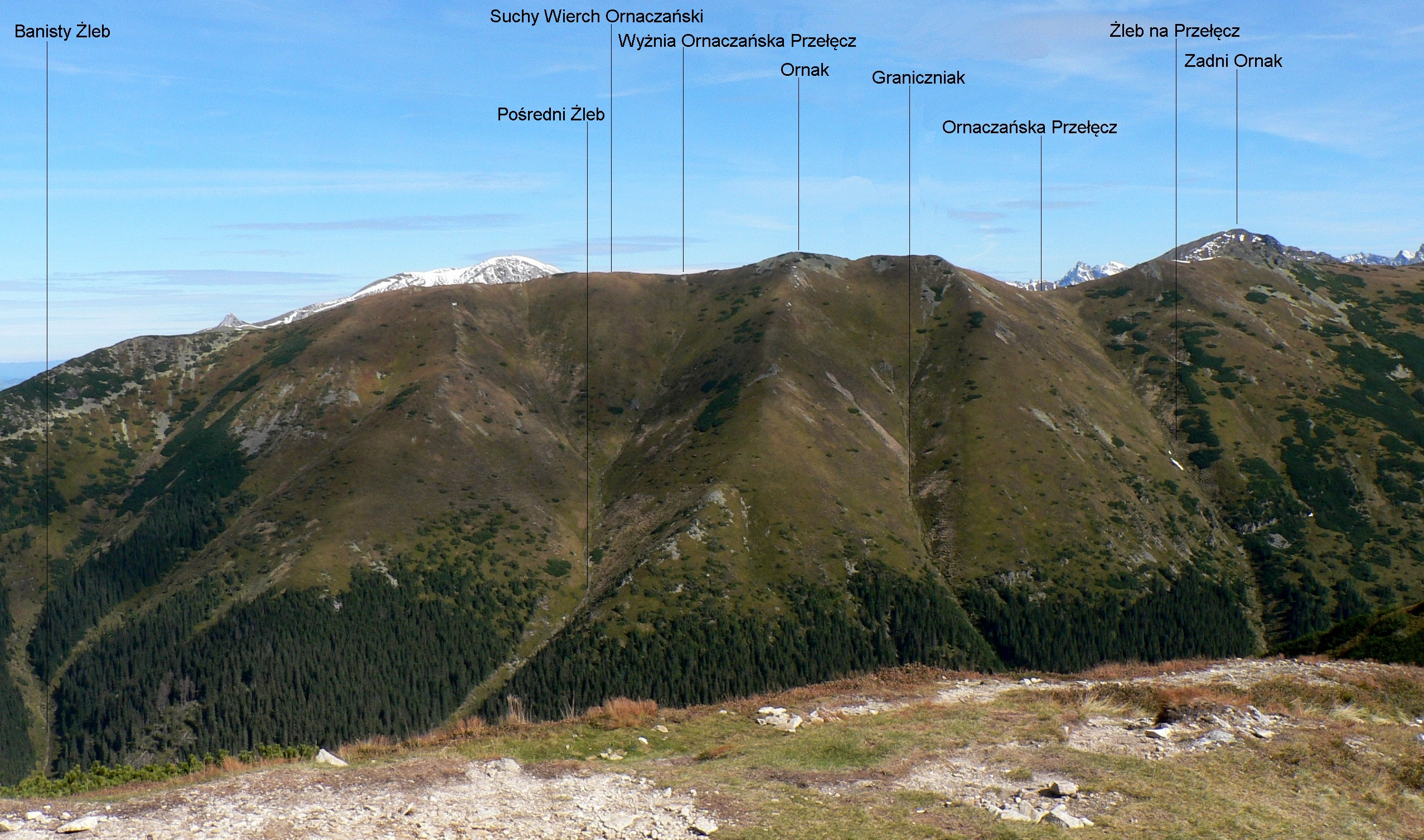
Widok z Trzydniowiańskiego Wierchu

Żleb na Przełęcz – żleb na zachodnich stokach masywu Ornaku w Tatrach Zachodnich. Górą podchodzi pod Ornaczańską Przełęcz (1795 m). Opada na Starorobociańską Rówień w Dolinie Starorobociańskiej, na wysokości około 1370 m przecinając czarny szlak turystyczny. Ma jedno tylko koryto. Koryto żlebu i jego okolice są niemal całkowicie trawiaste, jedynie w okolicy szlaku turystycznego i poniżej szlaku porasta je młody las. Zimą żlebem tym schodzą lawiny, trawiaste stoki sprzyjają ich powstawaniu.
Dawniej okolice żlebu były terenem wypasowym Hali Stara Robota. Na mapach zachowały się jeszcze pasterskie nazwy upłazów i innych pasterskich miejsc w okolicach żlebu: Usypy i Skośne Wolarnie.